# Always the Sun
Always the Sun è un singolo del gruppo musicale britannico The Stranglers, pubblicato il 6 ottobre 1986 come secondo estratto dal nono album in studio Dreamtime.

## Versione Sunny Side Up Mix
Il 24 dicembre 1990 è uscita una versione remix del brano denominata Sunny Side Up Mix e inclusa nella raccolta Greatest Hits 1977-1990.

## Cover
- Hugh Cornwell nel 1993
- I Dire Straits nel 1997
- I Get Well Soon nel 2014